# Твоя апрельская ложь
«Твоя апрельская ложь» (яп. 四月は君の嘘 Сигацу ва кими но усо, рус. Твоя ложь об апреле) — манга Наоси Аракавы. Аниме-адаптация манги создана на студии A-1 Pictures и транслировалась на Fuji TV в программном блоке noitaminA с октября 2014 по март 2015 года. Манга несколько раз входила в число самых популярных в Японии, в октябре 2014 года поднявшись на 14 место в стране.

## Сюжет
Юный гениальный пианист Косэй Арима выиграл множество детских конкурсов и прославился в кругу музыкантов. Благодаря своей беспрецедентной точности исполнения он получил прозвище «метроном». После смерти матери, которая была его учителем, Косэй не выдерживает и срывается посреди очередного конкурса. Он винит себя в ссоре с матерью, произошедшей незадолго до её смерти. С тех пор, играя на пианино, Косэй перестаёт слышать свою собственную игру и бросает играть в возрасте 11 лет.
Проходит 3 года. Жизнь Косэя становится бесцветной и лишается каких-либо целей. Не обладая прочими талантами, он становится простым школьником, проживающим обычную школьную жизнь с друзьями детства Цубаки Савабэ и Рётой Ватари. Но в один апрельский день Цубаки знакомит его с Каори Миядзоно, красивой и своевольной скрипачкой, чей стиль игры отражает её свободолюбивую натуру. Яркое и уникальное выступление Каори на конкурсе скрипачей, где она играет Крейцерову сонату Бетховена, производит неизгладимое впечатление на Косэя.
Каори помогает Косэю вернуться в мир музыки, убедив стать её аккомпаниатором, и показывает, что он тоже может найти свой свободный и уникальный стиль. Она продолжает поддерживать и воодушевлять Косэя, и её присутствие начинает наполнять его жизнь красками и эмоциями. Вскоре он понимает, что влюбился, но не раскрывает своих чувств, поскольку Каори встречается с Ватари.
После совместного выступления с Косэем, где они исполняют Интродукцию и рондо каприччиозо Сен-Санса, Каори неожиданно теряет сознание и попадает в больницу. Она объясняет, что страдает анемией и ей нужно плановое обследование. Она приглашает Косэя сыграть вместе с ней на гала-концерте, но в день выступления не появляется, и Косэю приходится играть в одиночку. Вскоре он узнаёт, что Каори не пришла, потому что опять попала в больницу, а её здоровье стремительно ухудшается. Косэй и его друзья узнают страшную тайну, которую Каори от них скрывала — она смертельно больна. Осознав, что может потерять её также, как когда-то потерял мать, Косэй снова впадает в депрессию и  перестаёт репетировать, но Каори убеждает его продолжить репетиции и принять участие в конкурсе пианистов Восточной Японии, победа в котором позволит ему продолжить карьеру музыканта. Косэй говорит Каори, что хочет во что бы то ни стало снова сыграть с ней дуэтом. Воодушевившись, девушка принимает решение согласиться на рискованную экспериментальную операцию, которая может немного продлить ей жизнь, и которую она до этого избегала.
По совпадению, выступление Косэя и операция Каори выпадают на один день. Косэй исполняет Балладу №1 Шопена. Он находится в тяжёлом эмоциональным состоянии, но, думая о Каори, вкладывает в своё выступление всю душу, как будто выражая игрой свои чувства к любимой. Погрузившись в музыку, он видит, как Каори играет с ним на скрипке дуэтом, а потом исчезает. Косэй понимает, что она умерла во время операции.
После похорон девушки её родители вручают Косэю письмо, которое она написала ему перед операцией. Каори пишет, что знала о приближающейся смерти, и это побудило её стать ярче и свободнее как в жизни, так и в музыке, чтобы в конце ни о чём не сожалеть. Она рассказывает, что вдохновилась игрой Косэя, когда впервые увидела его выступление в возрасте пяти лет, и благодаря этому решила стать скрипачкой, чтобы когда-нибудь сыграть с ним дуэтом. Она также признаётся, что соврала о своих чувствах к Ватари лишь для того, чтобы сблизиться с Косэем, но зная, что ей осталось недолго, не хотела, чтобы он к ней привязывался и не желала разбить чувства Цубаки, тайно влюблённой в Косэя. Каори признаётся Косэю в любви, благодарит за всё и просит никогда её не забывать. Она оставляет ему свою детскую фотографию, сделанную на том самом выступлении, где она впервые его услышала, с Косэем на заднем плане. По дороге домой Косэй встречает Цубаки, которая говорит, что всегда будет рядом.

## Персонажи

### Главные персонажи
Косэй Арима (яп. 有馬 公生 Арима Ко:сэй) — главный герой, бывший вундеркинд, получивший прозвище «метроном» за свою строгую манеру игры. Обладая способностью безупречно воспроизводить произведения любой сложности, он прославился в музыкальных кругах и выиграл множество конкурсов. Его учителем была его мать, которая была смертельно больна и желала научить его как можно большему за оставшееся ей время, из-за чего применяла весьма жестокие методы обучения. Незадолго до смерти матери Косэй поссорился с ней и в гневе пожелал ей смерти. После её смерти Косэй получает психологическую травму и теряет способность слышать музыку в собственном исполнении, что считает своей карой.
Познакомившись с Каори, влюбляется в неё с первого взгляда и соглашается стать её аккомпаниатором, предупреждая, что по-прежнему не слышит своей игры. Провалившись на конкурсе, Каори тем не менее заставляет Косэя продолжить заниматься и записывает его на конкурс пианистов. Будучи известным, Косэй оказывается в центре внимания конкурса и встречается со своими старыми соперниками, Такэси и Эми, которых однако не помнит, так как раньше не проявлял никакого интереса к соперничеству. Во время этого конкурса Косэй снова срывается и не доигрывает до конца, автоматически выбывая из конкурса и разочаровывая конкурентов. Однако благодаря Каори и её своеобразному свободному стилю игры, он не сдаётся, находит для себя новый смысл игры на пианино и продолжает усердно заниматься. В конце концов решает связать свою жизнь с музыкой и поступить в музыкальную академию в другой префектуре.
Сэйю: Нацуки Ханаэ
Пианист: Томоки Саката
Каори Миядзоно (яп. 宮園 かをり Миядзоно Каори) — главная героиня, одноклассница и подруга Цубаки, скрипачка с вольным стилем игры. За своё нежелание придерживаться правил постоянно критикуется жюри и не побеждает в конкурсах, но завоёвывает любовь слушателей. Просит Цубаки познакомить её с Ватари, сказав, что влюблена в него. Однако таким образом она знакомится с Косэем и уговаривает его играть с ней в паре. Получив приглашение выступить на гала-концерте, выбирает для выступления композицию «Муки любви» Фрица Крейслера, которую в детстве часто играла мама Косэя. Перед концертом Каори попадает в больницу, и Косэй принимает решение выступить в одиночку.
После того, как Каори попадает в больницу, выясняется, что она смертельно больна, что старательно скрывала от друзей. Однако она убеждает Косэя, что ещё выступит с ним вместе, и заставляет его продолжать заниматься. Чтобы получить шанс ещё раз выйти на сцену, соглашается на рискованную операцию, после которой умирает. Перед операцией пишет Косэю письмо, в котором признаётся в любви и рассказывает, что никогда не любила Ватари, и использовала этот предлог только для возможности познакомиться с пианистом, которым восхищалась в детстве. Название аниме является отсылкой к знакомству Каори и Косэя в апреле.
Сэйю: Риса Танэда
Скрипачка: Юно Синохара
Цубаки Савабэ (яп. 澤部 椿 Савабэ Цубаки) — соседка и подруга детства Косэя. Будучи вместе всю жизнь, у Косэя и Цубаки сложились отношения, подобные отношениям брата и сестры. В детстве, несмотря на то, что Косэй был практически постоянно занят занятием пианино, постоянно втягивала его в различные приключения. Позже влюбилась в Косэя, но не признавалась, зная, что Косэй влюблён в Каори. Является членом софтбольного клуба, считаясь одной из лучших спортсменок школы, однако заметно отстаёт в учёбе. Узнав о том, что Косэй решил уехать учиться в другой город, улучшает успеваемость и поступает в старшую школу в том же месте.
Сэйю: Аянэ Сакура
Рёта Ватари (яп. 渡 亮太 Ватари Рё:та) — друг детства Косэя и Цубаки. Капитан футбольной команды школы, мечтающий стать известным футболистом. Популярен среди девушек. Делает вид, что заинтересован в отношениях с Каори, но позже признаётся, что на самом деле знал о её чувствах к Косэю.
Сэйю: Рёта Осака

### Второстепенные персонажи
Саки Арима (яп. 有馬 早希 Арима Саки) — мать Косэя, пианистка. Приняв решение обучать сына, решает любым способом научить его безупречной игре, так как она была смертельно больна и хотела обеспечить сына возможностью заработать себе на жизнь своим талантом после её смерти. После одного из успешных выступлений Косэя, срывается на нём за несколько неверно сыгранных нот и сильно бьёт, из-за чего окончательно ссорится с ним и умирает не успев помириться.
Сэйю: Мамико Ното
Хироко Сэто (яп. 瀬戸 紘子 Сэто Хироко) — известная в Японии пианистка, близкая подруга Саки по колледжу. Однажды, будучи в гостях у Саки, обнаруживает талант Косэя и уговаривает научить его играть на пианино. Винит себя за психологическую травму Косэя, так как именно из-за неё он стал обучаться у матери, а впоследствии разругался с ней. После того, как Косэй снова начинает играть, становится его наставником.
Сэйю: Миэ Сонодзаки
Такэси Аидза (яп. 相座 武士 Аидза Такэси) — пианист, соперник Косэя. В детстве был непослушным ребёнком, из-за чего его мама пыталась найти ему занятие по душе, пока не отвела его на занятия пианино, где был обнаружен его талант. На своём первом конкурсе встречается с Косэем и Эми. Проигрывает им, но восхитившись игрой Косэя делает его своим кумиром и главным конкурентом, ставя цель превзойти его. После исчезновения Косэя продолжает участвовать в конкурсах в надежде на его возвращение, из-за чего отказывается от возможности уехать в Германию. Всегда ходит с взлохмаченными волосами.
Сэйю: Юки Кадзи
Эми Игава (яп. 井川 絵見 Игава Эми) — пианистка, соперница Косэя. Была в зрительном зале, когда Косэй участвовал в своём первом конкурсе, после чего решила стать пианисткой. Является человеком настроения, из-за чего выступает непостоянно и далеко не всегда побеждает на конкурсах. Наполняет свои выступления эмоциями, поэтому после ухода Косэя начинает выступать всё хуже. После его возвращения злится на него, выразив свою злость в выступлении. Благодаря этому в конкурсе обошла Такэси.
Сэйю: Саори Хаями
Наги Аидза (яп. 相座 凪 Аидза Наги) — младшая сестра Такэси. Завидовала своему брату и пошла к Хироко под предлогом разведывания информации о сопернике. Просит Хироко стать её учителем, однако её учителем становится Косэй. Несмотря на то, что Наги часто называет Косэя своим врагом, прилежно учится и достигает успехов. На школьном фестивале успешно выступает в паре с Косэем, после чего окончательно перестаёт видеть в нём врага.
Сэйю: Ай Каяно
Сайто (яп. 斎藤 Сайто:) — бывший сэмпай Цубаки, бейсболист. Когда Сайто был в средней школе, Цубаки была влюблена в него, однако чувства исчезли, когда Сайто перешёл в старшую школу. Позже предлагает Цубаки встречаться, и она соглашается, несмотря на отсутствие чувств. Вскоре Сайто понимает, что Цубаки влюблена в Косэя и расстаётся с ней под предлогом, что полюбил другую.
Сэйю: Кадзуюки Окицу
Нао Касиваги (яп. 柏木 奈緒 Касиваги Нао) — подруга Цубаки, часто дающая ей ценные советы. Переборола упрямство Цубаки и заставила её признать её настоящие чувства к Косэю.
Сэйю: Сидзука Исигами

## Медиа-издания

### Манга
Манга Наоси Аракавы впервые была опубликована в майском выпуске Monthly Shōnen Magazine 2011 года. Завершилась манга в марте 2015 года. Всего было выпущено 11 томов, первый из которых вышел 16 сентября 2011 года. На русском лицензирована издательством «Истари комикс».

#### Список томов
| №  | Японский              | Японский               | Русский           | Русский                |
| №  | Дата публикации       | ISBN                   | Дата публикации   | ISBN                   |
| -- | --------------------- | ---------------------- | ----------------- | ---------------------- |
| 1  | 16 сентября 2011 года | ISBN 978-4-06-371301-5 | Март 2020 года    | ISBN 978-5-604344-34-7 |
| 2  | 17 января 2012 года   | ISBN 978-4-06-371317-6 | Июль 2020 Года    | ISBN 978-5-6043443-5-4 |
| 3  | 17 мая 2012 года      | ISBN 978-4-06-371327-5 | Февраль 2021 года | ISBN 978-5-6043443-6-1 |
| 4  | 14 сентября 2012 года | ISBN 978-4-06-371345-9 | Декабрь 2021 года | ISBN 978-5-604344-37-8 |
| 5  | 17 января 2013 года   | ISBN 978-4-06-371359-6 | Июнь 2023 года    | ISBN 978-5-907539-61-7 |
| 6  | 17 мая 2013 года      | ISBN 978-4-06-371375-6 |                   |                        |
| 7  | 17 сентября 2013 года | ISBN 978-4-06-371387-9 |                   |                        |
| 8  | 17 января 2014 года   | ISBN 978-4-06-371405-0 |                   |                        |
| 9  | 16 мая 2014 года      | ISBN 978-4-06-371418-0 |                   |                        |
| 10 | 17 октября 2014 года  | ISBN 978-4-06-371435-7 |                   |                        |
| 11 | 15 мая 2015 года      | ISBN 978-4-06-358752-4 |                   |                        |

### Аниме
22-серийный сериал режиссёра Такао Ёсиоки создан на студии A-1 Pictures и транслировался на канале Fuji TV в программном блоке noitaminA с 9 октября 2014 года по 19 марта 2015 года. Запланирован выход OVA-эпизода вместе с ограниченным изданием 11 тома манги 15 мая 2015 года.

#### Список серий
| Зрительский рейтинг   | Зрительский рейтинг   | Зрительский рейтинг   |
| (на 26 марта 2015 г.) | (на 26 марта 2015 г.) | (на 26 марта 2015 г.) |
| --------------------- | --------------------- | --------------------- |
| Сайт                  | Оценка                | Голосов               |
| Anime News Network    | · ссылка              | 255                   |
| AniDB                 | · ссылка              | 585                   |

| № серии | Название                                                                        | Трансляция в Японии |
| ------- | ------------------------------------------------------------------------------- | ------------------- |
| 1       | Монотонный / Цветной «Моното:н / Карафуру» (モノトーン / カラフル)              | 9 октября 2014      |
| 2       | Друг номер один «Ю:дзин Эй» (友人A)                                             | 16 октября 2014     |
| 3       | Весна внутри «Хару но Нака» (春の中)                                            | 23 октября 2014     |
| 4       | Отправление «Табидати» (旅立ち)                                                 | 30 октября 2014     |
| 5       | Пасмурное небо «Донтэн Моё:» (どんてんもよう)                                   | 6 ноября 2014       |
| 6       | Дорога домой «Каэримити» (帰り道)                                               | 13 ноября 2014      |
| 7       | Шёпот в тени «Кагэ Сасаякку» (カゲささやく)                                     | 20 ноября 2014      |
| 8       | Звучи «Хибикэ» (響け)                                                           | 27 ноября 2014      |
| 9       | Резонанс «Кё:мэй» (共鳴)                                                        | 4 декабря 2014      |
| 10      | Вид, который я разделил с тобой «Кими то Ита Кэсики» (君といた景色)             | 11 декабря 2014     |
| 11      | Свет жизни «Иноти но Акари» (命の灯)                                            | 18 декабря 2014     |
| 12      | Мерцай, маленькая звёздочка «Туинкуру Ритору Сута:» (トゥインクル リトルスター) | 8 января 2015       |
| 13      | Муки любви «Ай но Канасими» (愛の悲しみ)                                        | 15 января 2015      |
| 14      | Следы «Асиато» (足跡)                                                           | 29 января 2015      |
| 15      | Лжец «Усоцуки» (うそつき)                                                       | 29 января 2015      |
| 16      | Два сапога пара «Нитамоно До:си» (似たもの同士)                                 | 5 февраля 2015      |
| 17      | Сумерки «Товайрайто» (トワイライト)                                             | 12 февраля 2015     |
| 18      | Единение сердец «Кокоро Касанэру» (心重ねる)                                    | 19 февраля 2015     |
| 19      | Прощай, герой «Саёнара Хи:ро:» (さよならヒーロー)                               | 26 февраля 2015     |
| 20      | Рука об руку «Тэ то Тэ» (手と手)                                                | 5 марта 2015        |
| 21      | Снег «Юки» (雪)                                                                 | 12 марта 2015       |
| 22      | Весенний ветер «Харукадзэ» (春風)                                               | 19 марта 2015       |
| OVA     | Мгновения «-» (-)                                                               | 19 мая 2015         |

#### Музыкальное сопровождение
Открывающие композиции
- Hikaru Nara (яп. 光るなら Хикару Нара, «Если будешь сиять») (1-11 серии)

Исполнитель: Goose house
- Nanairo Symphony (яп. 七色シンフォニー Нанаиро Симфони:, «Радужная симфония») (12-22 серии)

Исполнитель: Coalamode
Закрывающие композиции
- Kirameki (яп. キラメキ Кирамэки, «Сияние») (1-11 серии)

Исполнитель: wacci
- Orange (яп. オレンジ Орэндзи, «Апельсин») (12-22 серии)

Исполнитель: Seven Oops
Сопровождающие композиции
- My Truth ~Rondo Capriccioso (яп. My Truth 〜ロンド・カプリチオーソ) (11 серия)

Исполнитель: ENA
- For you ~Tsuki no Hikari ga Furi Sosogu Terrace (яп. For you 〜月の光が降り注ぐテラス〜) (14 серия)

Исполнитель: ENA
- Kirameki - Kimio to Kawori no Ensou Ver. (яп. キラメキ-公生とかをりの演奏Ver.-) (22 серия)

Исполнитель: wacci
Классические композиции
- Лунная соната (1, 9 серии)

Композитор: Людвиг ван Бетховен
Исполнитель: Томоки Саката
- Голубь и мальчик (яп. ハトと少年 Хато то Сё:нэн) (1 серия)

Композитор: Дзё Хисаиси
- Крейцерова соната (2 серия)

Композитор: Людвиг ван Бетховен
Исполнители: Юно Синохара (скрипка) и Эрико Кавати (фортепиано)
- Интродукция и Рондо каприччиозо (3 и 4 серии)

Композитор: Камиль Сен-Санс
Исполнители: Юно Синохара (скрипка) и Эрико Кавати (фортепиано)
- Ноктюрн № 8 ре-бемоль мажор, соч. 27 № 2 (14 серия)

Композитор:  Фредерик Шопен
Исполнители:
- Этюд ми минор, опус 25 № 5 (6, 7, 9, 10 и 15 серии)

Композитор: Фредерик Шопен
Исполнитель: Томоки Саката
- Этюд ля минор, опус 25 № 11 (6, 8 и 9 серии)

Композитор: Фредерик Шопен
Исполнитель: Томоки Саката
- Этюд до-диез минор, опус 10 № 4 (8 серия)

Композитор: Фредерик Шопен
Исполнитель: Томоки Саката
- Муки любви (12 серия)

Композитор: Фриц Крейслер
Аранжировка: Сергей Рахманинов
Исполнители: Юно Синохара (скрипка) и Томоки Саката (фортепиано)
- Муки любви (версия для фортепиано) (12 и 13 серии)

Композитор: Фриц Крейслер
Аранжировка: Сергей Рахманинов
Исполнитель: Томоки Саката
- Бергамасская сюита (15 серия)

Композитор: Клод Дебюсси
Исполнитель: Томоки Саката
- Этюд ре-диез минор, опус 8 № 12 (15 и 21 серии)

Композитор: Александр Скрябин
Исполнитель: Томоки Саката
- Спящая красавица. Вальс (версия для фортепианного дуэта) (18 серия)

Композитор: Пётр Чайковский
Исполнители: Томоки Саката и Эрико Кавати
- Революционный этюд (19 серия)

Композитор: Фредерик Шопен
Исполнитель: Томоки Саката
- Баллада № 1 соль минор, часть 23 (21 серия)

Композитор: Фредерик Шопен
Исполнитель: Томоки Саката
- Баллада № 1 соль минор, часть 23 (22 серия)

Композитор: Фредерик Шопен
Аранжировка: Масару Ёкояма
Исполнители: Томоки Саката (фортепиано) и Юно Синохара (скрипка)

## Отзывы и продажи
Манга является обладателем премии Kodansha Manga Awards в 2013 году в номинации «Best Shōnen Manga». Также манга была номинантом на премию Манга тайсё в 2012 году.
Манга несколько раз входила в 50 самых продаваемых в Японии. Впервые она попала в топ в сентябре 2012 года, продав 21 420 копий за неделю и поднявшись на 38 место. Рекордную позицию манга заняла в октябре 2014 года, продав 53 774 копий за неделю и заняв 14 место.